# Periphoba galmeidai
Periphoba galmeidai is een vlinder uit de familie nachtpauwogen (Saturniidae). De wetenschappelijke naam van de soort is voor het eerst geldig gepubliceerd in 2006 door Olaf Hermann Hendrik Mielke & Eurides Furtado.

## Type
- holotype: "male. 2.IV.2000. leg. C. Mielke. genitalia slide DZ no. 9854"
- instituut: UFPC, Curitiba, Brazilië
- typelocatie: "Brazilië, Maranhão, Balsas, Serra do Penitente, 500 m"